# 드림쏭3
《드림쏭3》(영어: Rock Dog 3 Battle the Beat)은 2022년 개봉한 미국, 중국의 가족 애니메이션 영화이다.

## 줄거리
진정한 음악의 힘을 찾아서! 이번엔 오디션 프로다! 앵거스가 코치로 활약하는 TV쇼 ‘리듬 대전’이라는 음악 경연 프로그램을 접하게 된 버디, 음악보다는 코치들의 입담으로 말장난이 주가 되는 이 방송이 마음에 들지 않는다. 하지만 앵거스가 갑작스레 사라지고 새로 나온 경연 참가자들은 앵거스가 누군지도 모른다고 하자, 버디는 예정에 없던 앵거스의 후임으로 앉게 된다. 로큰롤이 최고라고 생각하는 버디와 팝스타가 되고 싶은 걸그룹 친구들은 과연 힘을 모아 경연을 잘 준비할 수 있을까? 3월, 우리 함께 꿈을 노래해!

## 출연진
- 그레이엄 해밀턴 - 보디 역
- 애슐리 볼 - 다르마 / 쉽 역
- 앤드류 프란시스 - 거무르 / 울프 역
- 에디 이자드 - 앵거스 스카터굿 역
- 베서니 브라운 - 루시 역

## 한국판 성우진
- 서정익 - 버디 역 (한국어 더빙)
- 김소희 - 달마 역 (한국어 더빙)
- 김다올 - 네온 역 (한국어 더빙)
- 김용 - 앵거스 역 (한국어 더빙)
- 정성원 - 캄파 역 (한국어 더빙)
- 정해은 - 리자 역 (한국어 더빙)
- 박시윤 - 미아 역 (한국어 더빙)

## 공동 배급
- 영화사빅